# Aleochara centralis
Aleochara centralis är en skalbaggsart som beskrevs av Sharp 1883. Aleochara centralis ingår i släktet Aleochara och familjen kortvingar. Inga underarter finns listade i Catalogue of Life.